# 羽鳥智子
羽鳥 智子（はどり ともこ、1981年5月28日 - ）は、日本の女子陸上競技選手。
種目は長距離走。第一生命グループ女子陸上陸上競技部所属。船橋市立船橋高等学校出身。

## 略歴
1999年11月14日に行われた第15回東日本女子駅伝で優勝した千葉県代表のメンバーの1人。
2000年、船橋市立船橋高等学校を卒業。卒業後は、第一生命グループ女子陸上陸上競技部で実業団選手として活躍。
2002年12月8日の第22回全日本実業団対抗女子駅伝競走大会では、優勝した第一生命グループの優勝メンバーの1人であり、3区を走った。この時、ワコール女子陸上部の福士加代子と接触し、その影響で福士が転倒している。
2004年4月25日、兵庫リレーカーニバルで10000mの自己ベスト（31分15秒34）を記録した。

## 成績
- 10000m - 31分15秒34（2004年4月25日、兵庫リレーカーニバル）：自己ベスト
- 第15回東日本女子駅伝：優勝（1999年11月14日、千葉県代表）
- 第22回全日本実業団対抗女子駅伝競走大会：優勝（2002年12月8日、第一生命）